# Društvo slovenskih književnih prevajalcev
DSKP, Društvo slovenskih književnih prevajalcev, je strokovno združenje književnih prevajalcev, ki se zavzema za stanovske interese književnih prevajalcev in boljši položaj književnega prevajanja na Slovenskem. Povezuje nekaj manj kot 250 članov in vsako leto podeljuje Sovretovo nagrado, priznanje za najboljšega mladega prevajalca in Lavrinovo diplomo, priznanje za prevodni opus na področju posredovanja slovenske književnosti drugim narodom.

## Zgodovina
Društvo slovenskih književnih prevajalcev je bilo ustanovljeno leta 1953 kot Društvo prevajalcev Slovenije. Zamišljeno je bilo kot nekakšna vzporednica pisateljskemu društvu, torej predvsem kot društvo prevajalcev literarnih del, zato se je kmalu pokazala potreba po ustanovitvi še enega strokovnega združenja – Društva strokovnih prevajalcev (pozneje Društva znanstvenih in tehniških prevajalcev). Društvo prevajalcev Slovenije pa se je preimenovalo v Društvo književnih prevajalcev Slovenije in nazadnje v Društvo slovenskih književnih prevajalcev (DSKP).

## Cilji
DSKP skrbi za ohranjanje visoke ravni prevajalskega dela in uveljavitev stroke, se zavzema za večjo vidnost in boljše delovne pogoje književnih prevajalcev, spodbuja stike med člani in njihovo seznanjanje s teoretičnimi, zgodovinskimi, socialnimi in praktičnimi vidiki prevajalstva.
Svoje cilje uresničuje s prirejanjem literarnih in debatnih večerov, strokovnih srečanj, predavanj in posvetovanj, s spodbujanjem mednarodne študijske izmenjave prevajalcev. Sodeluje z drugimi kulturnimi, izobraževalnimi in strokovnimi organizacijami in ustanovami v Sloveniji ter tujini, izdaja svojo revijo Hieronymus in publikacije o prevajalstvu. Vsako leto podeljuje Sovretovo nagrado, priznanje za najboljšega mladega prevajalca in Lavrinovo diplomo.
DSKP je včlanjeno v Evropski svet združenj književnih prevajalcev – CEATL (Conseil Européen des Associations de Traducteurs Littéraires).